# كلاريس كونيت
كلاريس كونيه (1823-1918) هي فيلسوفة أخلاقية ومعلمة ومؤرخة فرنسية . كانت أيضا مرتبطة بالحركة الاجتماعية والسياسية المسماة الأخلاق المستقلة ، والتي قدمت فكرة أن الأخلاق مستقلة عن العلم والدين . 

## خلفية
ولدت في مدينة مونتاني ، إحدى بلديات روجيمونت . كان أبوها جوزيف غوتييه حدادًا محترفًا بينما كانت أمها فيرجيني جينيسيت أستاذة الأدب اللاتيني في إحدى جامعات بيزانسون .  كانت أيضًا ابنة أخت الكاتب كلاريس فيجورو وابنة عم فيكتور كونستانت . 
في عام 1850، تزوجت من المهندس فرانسوا كويجنيه،  وهو مهندس مدني وصناعي فرنسي مشهور.  كان للزوجين ثلاثة أطفال، من بينهم لوسي كونيت، زوجة الكونت جيراندو تيليكي. 

## التعليم العام
تعتبر شخصية مهمة في الحركة الاجتماعية والسياسية الفرنسية المسماة الأخلاق المستقلة ، والتي ظهرت في القرن الثامن عشر. على وجه الخصوص، مارست نفوذها عندما أصبحت رئيسة تحرير الصحيفة التي روجت لأجندتها، والتي ركزت على المُثُل الليبرالية للثورة الفرنسية وعلمنة التعليم. 
أشتهرت أيضًا بسردها للسيرة الذاتية لأقاربها، مثل كلاريس قوية  وابن عمها فيكتور وسياساته الاشتراكية. 